# Biblioteka Narodowa Malezji
Biblioteka Narodowa Malezji (malajski Perpustakaan Negara Malaysia – PNM) – biblioteka narodowa Malezji, zlokalizowana w stolicy kraju – Kuala Lumpur. Została utworzona w 1966 roku.

## Historia
Biblioteka powstała w 1966 roku jako część Archiwum Narodowego Malezji. Zgodnie z Ustawą o Bibliotece Narodowej Malezji z poprawkami z 1 stycznia 2006 roku jej zadaniem jest gromadzenie i udostępnianie zbiorów, szczególnie związanych z dziedzictwem narodowym. 

## Zbiory
W 1886 roku została uchwalona Ustawa określająca zasady gromadzenia, konserwacji, kontroli i wykorzystania bibliotecznych materiałów  bibliograficznych opublikowanych w Malezji. Zgodnie z ustawą biblioteka ma prawo do 5 egzemplarzy wydawnictw drukowanych i dwóch niedrukowanych. W 2017 roku zbiory biblioteki wynosiły 5 300 000 woluminów.